# Piotr Szymanowski (siatkarz)
Piotr Szymanowski (ur. 14 czerwca 1972) – polski siatkarz. 8-krotny reprezentant Polski w 1992 roku. 2-krotny zdobywca Pucharu Polski w 1995 z Legią Warszawa i w 1999 z Czarnymi Radom.
Zawodnik Legii, Czarnych, Jastrzębia Borynia i AZS PWSZ Nysa.